# Tatarisches Zentrum

Fahne des Tatarischen Gemeinschaftlichen Zentrums, des späteren Tatarischen Zentrum Kasan (1988–1990)

Das Tatarische Zentrum Kasan (TOZ) ist eine ehemalige Studenten- und Lehrerbewegung der Kasaner Universität. Sie wurde schnell zu einer ernstzunehmenden tatarischen Bürgerorganisation, die auch von der tatarischen Regierung offiziell anerkannt wurde.

## Geschichte und Ziel des TOZ
Mit dem beginnenden Zerfall der Sowjetunion schlossen sich im Juni 1988  tatarische Studenten und Lehrer der Kasaner Universität zu einem Studenten- und Lehrerbündnis  zusammen, die im Wesentlichen auf den Grundsätzen des im späten 19. Jahrhundert begründeten „Dschadidismus“ fußte. Dieses Bündnis nannte sich „Tatarisches Gesellschaftliches Zentrum“ und hatte seinen Hauptsitz in Kasan. Damaliger Vorsitzender war M. Muljukow von der Kasaner Universität. Diesem Bündnis schlossen sich auch schnell Schriftsteller und Journalisten an, so dass es schließlich als „nationale Opposition“ zur tatarischen KP galt. 
Unter dem Einfluss der  TOZ wurde nun die tatarische Geschichte aus dem „nationalen Gesichtspunkt“ aufgearbeitet und die tatarische ASSR rehabilitierte somit nicht nur die „bürgerlichen Nationalisten“ wie İsmail Gasprinski und Ajas Ischaki, sondern auch Mir Sultan Galijew. So veranstaltete die TOZ am 10. Oktober 1989 erstmals eine Demonstration zum Gedenken an die Russische Eroberung des Kasaner Khanates durch den russischen Staat von 1552; und es tauchten bei den Tataren auch wieder die grünen Fahnen des Islam auf.
Neben der Erneuerung des „Dschadidismus“ setzte sich das TOZ auch aktiv für den Umweltschutz ein. So verhinderte es auch den Bau eines Atomkraftwerkes bei Neftekamsk. Das TOZ vertritt die Gleichberechtigung der Frau in einem modernen neuzeitlichen Islam. Es trat auch für die völlige Gleichberechtigung aller ethnischen und religiösen Bevölkerungsgruppen in der tatarischen ASSR ein. Gerade das TOZ forderte die Herausgabe tschuwaschischer Zeitungen in der ASSR. Aber die von der tatarischen Regierung anerkannte „Führungsrolle“ der TOZ wurde nicht von allen Tataren geteilt. So war das TOZ bei Wahlen auf die Stimmen anderer Volksgruppen angewiesen.
Festzustellen ist aber, dass das TOZ sich zusammen mit anderen damaligen Bürgerbewegungen an den größeren Zusammenhängen der tatarischen Geschichte orientierte. So sehen sich die Tataren mit den Baschkiren und Krimtataren als Erben der Goldenen Horde.

## Anmerkung
Die Tataren in den benachbarten Republiken Baschkortostan und Tschuwaschien gründeten 1988/89 ähnliche „Volksbewegungen“, die sich stark an den Zielen des TOZ orientierten.
Doch mit dem aufkommenden Nationalitätenkonflikt, zwischen den Baschkiren auf der einen und den Tataren auf der anderen Seite, beklagten sich zahlreiche Tataren bei der TOZ: Auf sie werde von Seiten der baschkirischen Regierung ein Druck ausgeübt, sich nun zu „Baschkiren“ zu erklären und das Unabhängigkeitsbestreben der baschkirischen ASSR zu unterstützen. Die dort lebenden Tataren unterstützen auch diesen Wunsch. Aber sie wollten, dass dieser neue Staat dann den Namen „Baschkirisch-Tatarische SSR“ tragen solle. Denn auch die offizielle TOZ-Position war, das Baschkiren und Tataren zwei Nationen verschiedener Herkunft seien.
Neben der TOZ bestand auch noch die sogenannte Bolgarische Bewegung (Bolgar-i Cedid = „Neues Bolgar“), die seit 1989 einen radikal eigenständig-nationalistischen Weg gehen wollte: Nach ihrem Willen sollten sich die Tataren wieder als „Erben der Wolgabolgaren“ betrachten, die mit den Mongolen und deren Khanaten nichts gemeinsam hätten. So seien vor allem die Tataren des Wolga-Gebietes „ethnisch rein“ geblieben. Aber diese Bolgarische Bewegung bildete jedoch immer nur eine kleine Minderheit unter den Tataren.